# C/2020 F3
C/2020 F3 (NEOWISE)，又稱NEOWISE彗星或音譯尼歐懷茲彗星，是一顆长周期彗星，軌道呈拋物線形，由天文學家於2020年3月27日在廣域紅外線巡天探測衛星（WISE）太空望遠鏡的NEOWISE任務期間發現。當時，它的視星等為18等，距離太陽2 AU（300 × 106 km；190 × 106 mi），距離地球1.7 AU（250 × 106 km；160 × 106 mi）。
NEOWISE彗星是自1997年海爾-博普彗星以來北半球最明亮的彗星。它被專業和業餘觀察者廣泛拍攝，甚至居住在市中心附近和光污染地區的人也發現了它。雖然它距離太陽太近，無法在近日點觀測到，但它從近日點出現的亮度約為0.5至1等，亮度足以用肉眼看到。在黑暗的天空下，人們可以用肉眼看見它，並在整個2020年7月一直可以用肉眼看見。到7月30日，彗星的視星等已達到5等左右，需要在市區附近用雙筒望遠鏡才能找到彗星的位置。
對於北半球的觀察者來說，這顆彗星可以在北斗七星下方的西北地平線上看見。該彗星位於赤緯+45度以北，於2020年7月中旬整夜可見。7月30日，NEOWISE彗星進入后发座，位於明亮的恆星大角星下方。

## 歷史及觀察

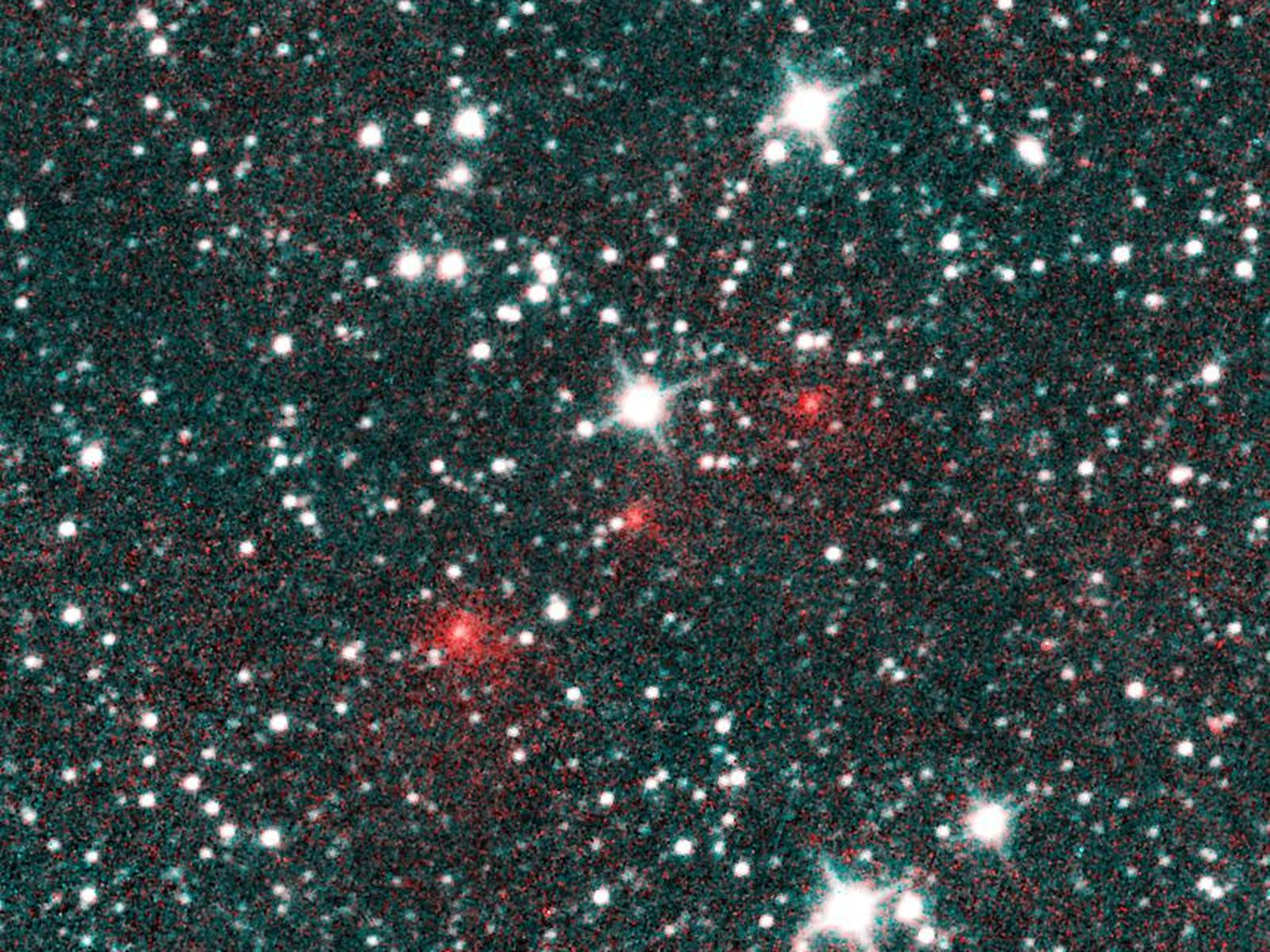
在NEOWISE太空望遠鏡於2020年3月27日拍攝的三張紅外線影像合成圖中，三個模糊的紅點就是NEOWISE彗星

該天體是由NEOWISE計劃下的一個團隊於2020年3月27日使用近地天體觀測太空望遠鏡所發現。它於3月31日獲歸類為彗星，並於4月1日以NEOWISE命名。其系統名稱為C/2020 F3，表示其為一顆非週期彗星，是2020年3月下半月發現的第三顆彗星。
2020年7月3日，NEOWISE彗星最接近太陽（近日點），距離太陽0.29 AU（43 × 106 km；27 × 106 mi）。穿過行星區將使彗星的軌道周期從約4,500年增至約6,800年。它於2020年7月23日凌晨1時09分（协调世界时）最接近地球，距離地球0.69 AU（103 × 106 km；64 × 106 mi），當時彗星位於大熊座內。
7月初，人們可以在早晨的天空中看見這顆彗星，位於東北地平線上方和五車二下方。從地球上看，該彗星在2020年6月11日至7月9日期間距離太陽不到20度。到2020年6月10日，彗星逐漸消失在太陽的強光中，當時其視星等為7等，而彗星距離太陽0.7 AU（100 × 106 km；65 × 106 mi），距離地球1.6 AU（240 × 106 km；150 × 106 mi）。當彗星在2020年6月22日進入太陽和太陽圈探測器太空船的LASCO C3儀器的視野時，彗星的亮度達到約3等，此時彗星距離太陽0.4 AU（60 × 106 km；37 × 106 mi），距離地球1.4 AU（210 × 106 km；130 × 106 mi）。
到7月初，NEOWISE彗星的亮度已升至1等，遠超當年的彗星C/2020 F8和C/2019 Y4的亮度。到7月，它還發展出第二條彗尾。第一條彗尾是藍色的，由氣體和離子組成。由於鈉含量過高，彗尾也出現紅色分離。第二條雙彗尾呈金色，由彗星塵構成，類似海爾-博普彗星的彗星。這顆彗星比C/2011 L4更亮，但其亮度不及1997年的海爾-博普彗星。彗星在經過近日點後開始變暗，到7月中旬其亮度降至2等。七月中旬以後，其彗核活動逐漸減弱，此後其綠色彗髮清晰可見。
2020年7月13日，行星科學研究所的輸入/輸出設施確認其存在鈉尾。鈉尾僅在非常明亮的彗星（例如海爾-波普彗星和ISON彗星）中觀測到。
根據紅外線特徵，估計彗核直徑約5公里。彗核的大小與百武二號彗星以及許多短週期彗星（如恩克彗星、龐士-溫尼克彗星、塔特爾彗星、沃夫彗星及包瑞利彗星）相似。到7月5日，美國太空總署的派克太陽探測器已拍攝到該彗星的圖像，天文學家也因此估算出彗核的直徑約為5公里。2020年7月下旬，天文學家也報告其他觀察結果，包括與彗髮形態和光譜發射相關的觀察結果。2020年7月31日，阿雷西博天文台的電波光譜研究中觀測到OH18厘米輻射的強烈偵測。2020年8月14日，據報彗星自轉的週期為7.58±0.03 hr。
在彗星到達近日點並最接近地球後，許多天文愛好者建議將其視為一顆大彗星。其他人則認為，它不夠明亮，彗尾也不夠明顯，不符合大彗星的標準。回顧過去，在隨後的幾年裏，NEOWISE彗星被普遍認為是一顆大彗星。

## 軌道
2020年6月29日凌晨1時47分（協調世界時），NEOWISE彗星的逆行軌道穿過黃道以北，與黃道的夾角約為129度。它於2020年7月3日最接近太陽（近日點），距離太陽0.29 AU（43 × 106 km；27 × 106 mi）。這次穿越將彗星的軌道周期從約4,400年延長至約6,700年。7月18日，彗星在赤緯+48度達到頂峰，並位於赤緯+42度以內。它與地球最近距離的時間為2020年7月23日凌晨1時09分（協調世界時），距離地球0.69 AU（103 × 106 km；64 × 106 mi），當時彗星位於大熊座內。

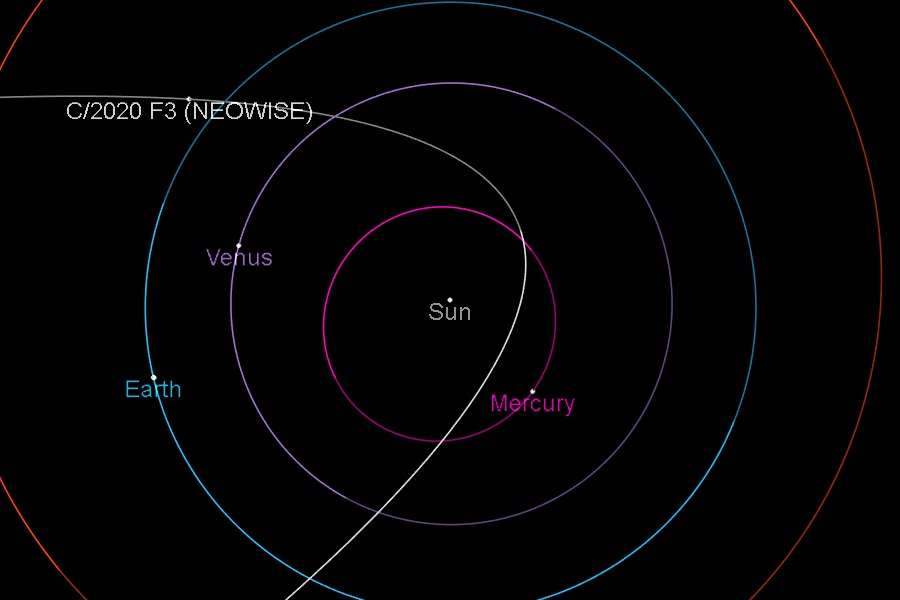
彗星呈拋物線形的軌道圖
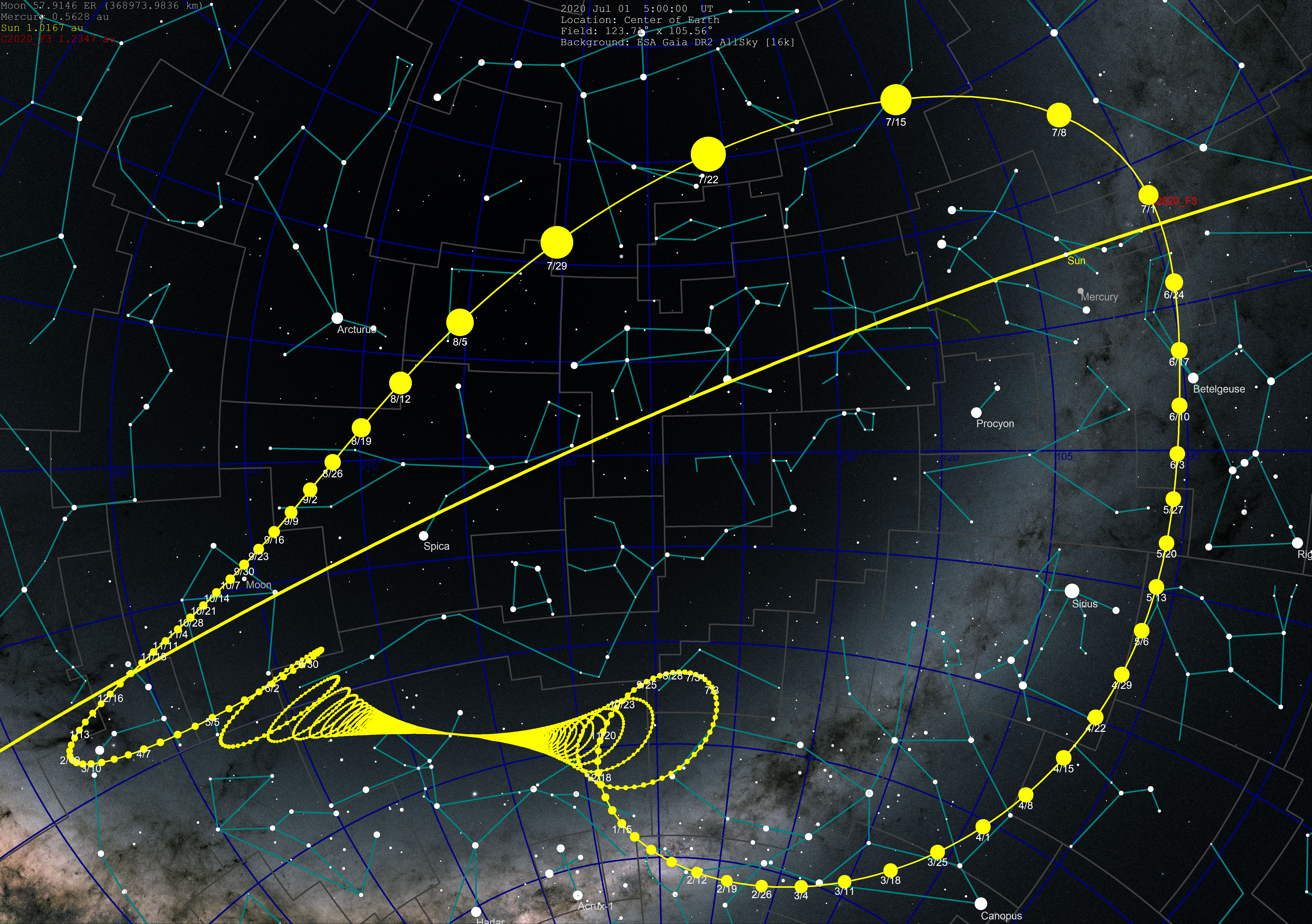
彗星在天空中的位置——逆行環是由地球圍繞太陽旋轉的視差所引起，彗星在最接近地球時的移動幅度最大
C/2020 F3 繞太陽運行的動畫 C/2020 F3  ·   太陽 ·   水星 ·   金星 ·   地球 ·   火星

## 創作性的彗星名稱
中國的全國科學技術名詞審定委員會將C/2020 F3彗星定名為「新智」彗星，是因為它是近期一顆比較明亮，受人注目的彗星。「新智」這個命名並非音譯，亦非意譯，由委員會的天文學家孫小淳命名，命名違反國際天文聯會彗星命名法則，或者彗星中文譯名準則。雖然國際天文聯會是世上唯一可以正式命名彗星的官方機構，發現者或發現機構，以及翻譯者都無權自行按照他們的喜好將彗星另行命名，但是中國全國科學技術名詞審定委員會認為「新智」的名字有創意、易讀而通過。是中國大陸罕有將眾多名為 NEOWISE 的彗星中抽出其中一顆，公布創作出來的中文彗星名稱。

## 照片集
按照时间顺序排列：

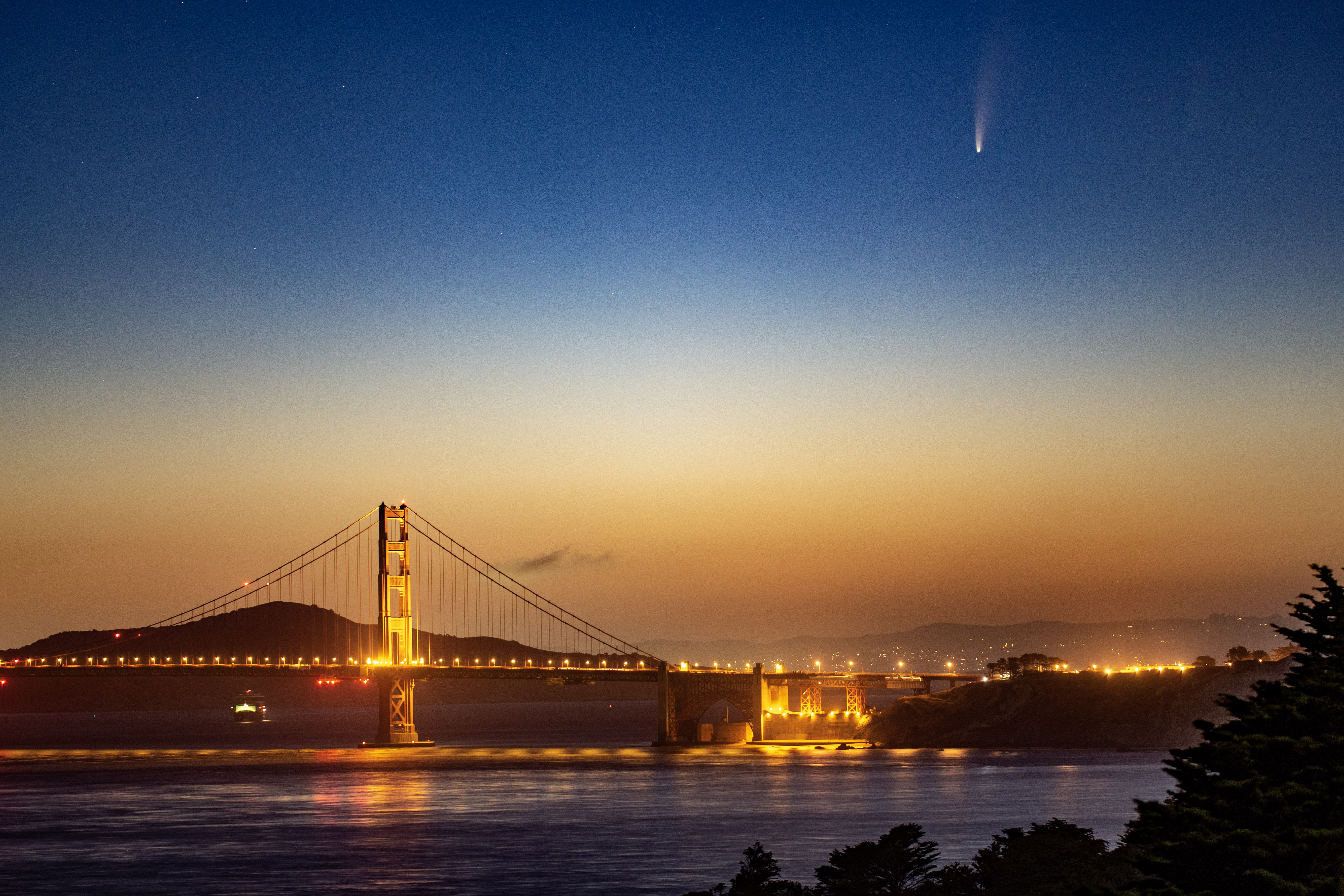
7月7日，美国加州金门大桥
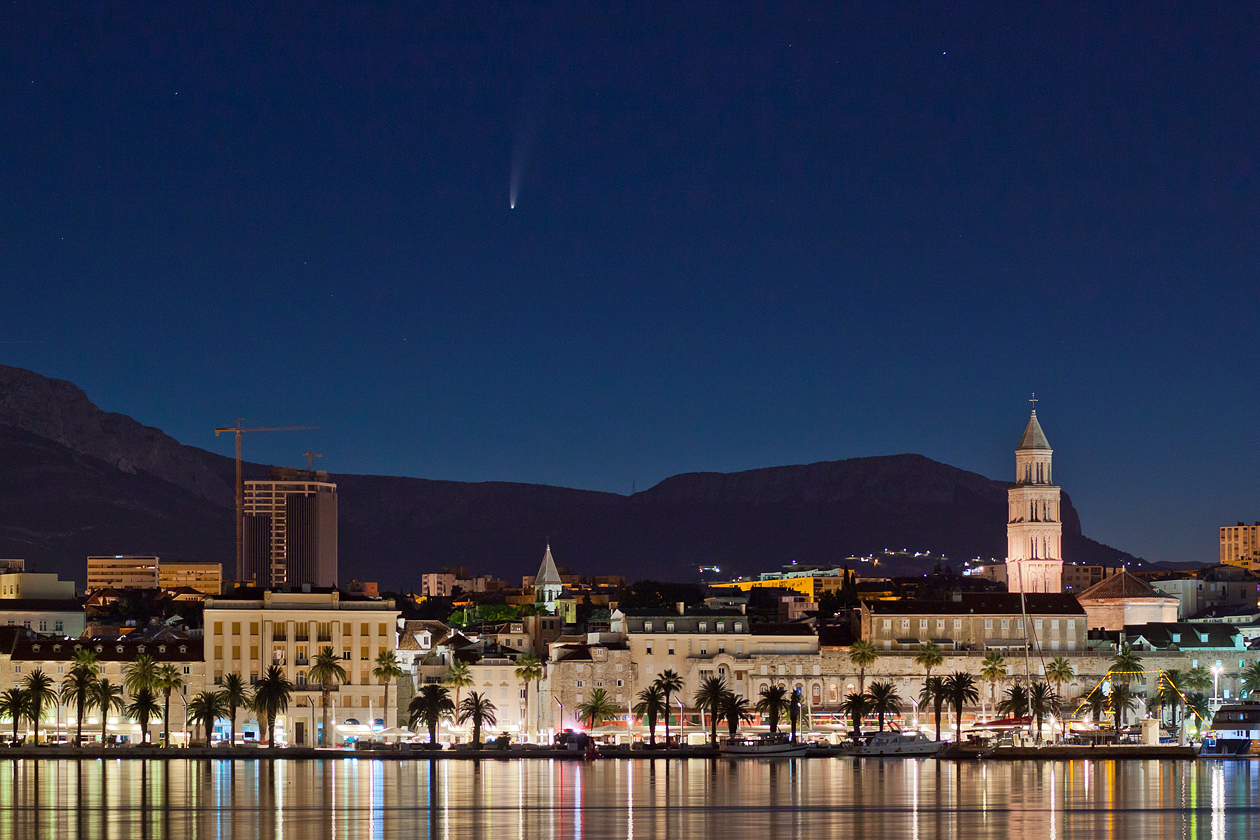
7月8日，克羅埃西亞斯普利特
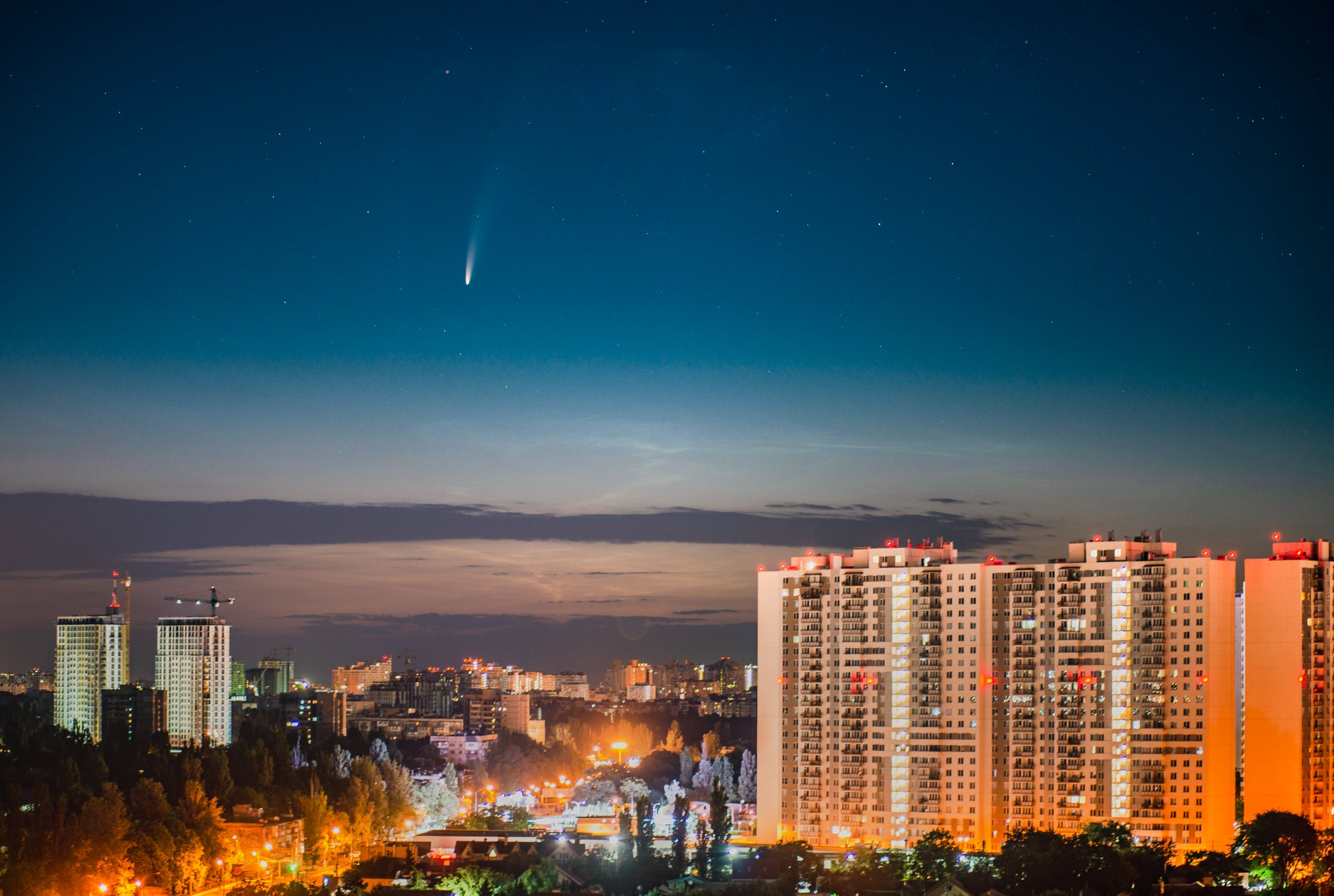
7月10日，烏克蘭敖德薩
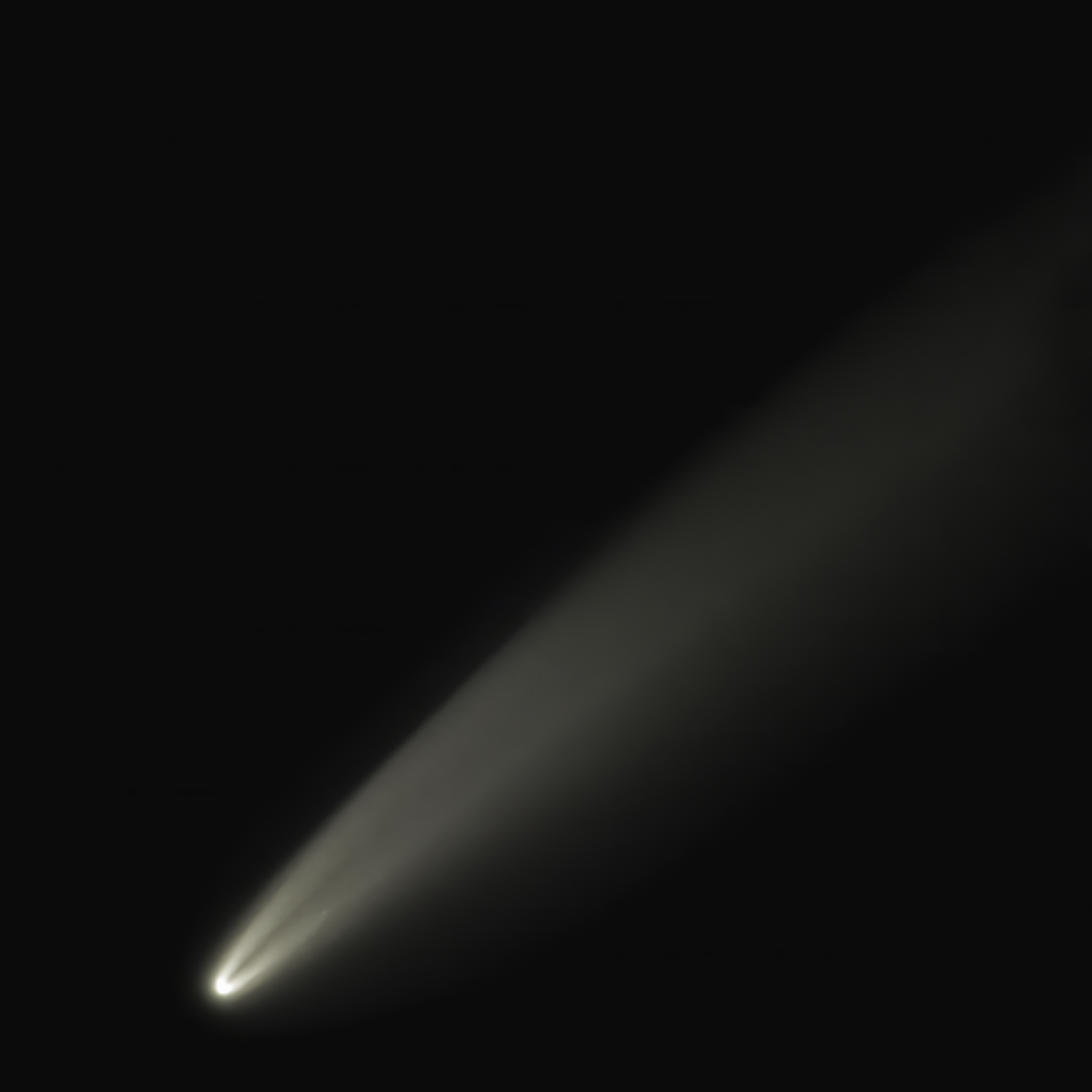
7月10日，義大利拉斯特拉-阿錫尼亞
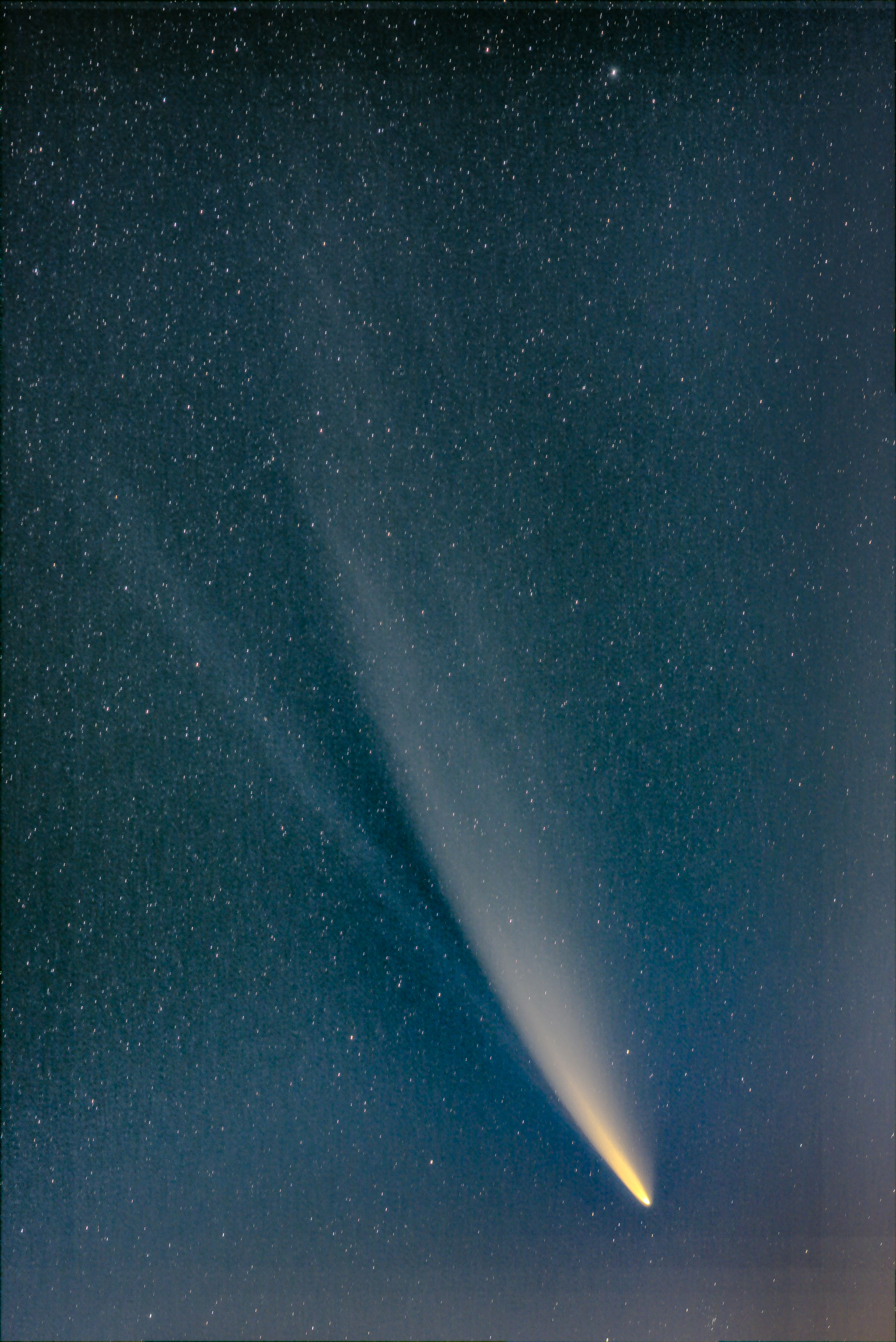
7月11日，烏克蘭敖德薩州
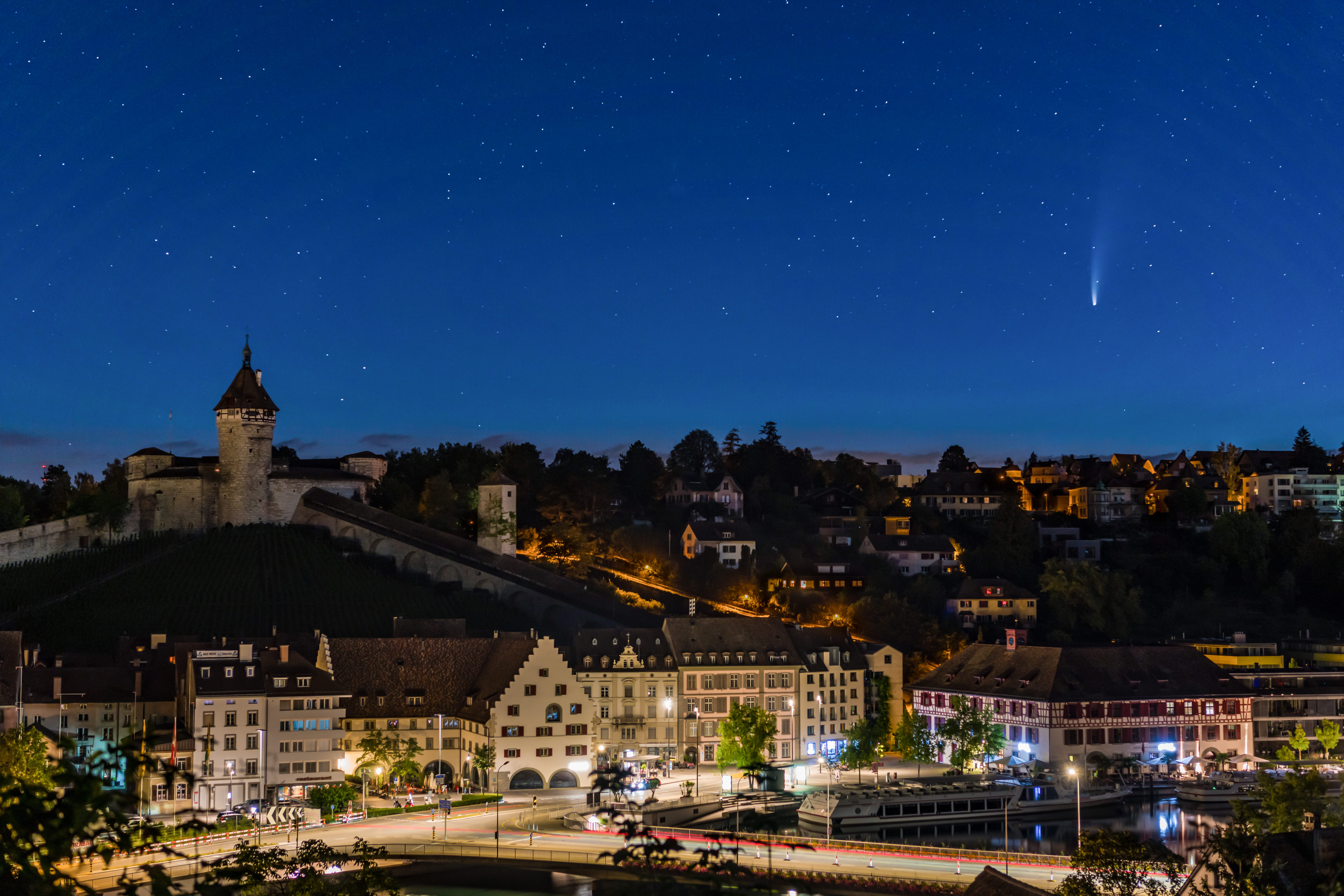
7月12日，瑞士沙夫豪森
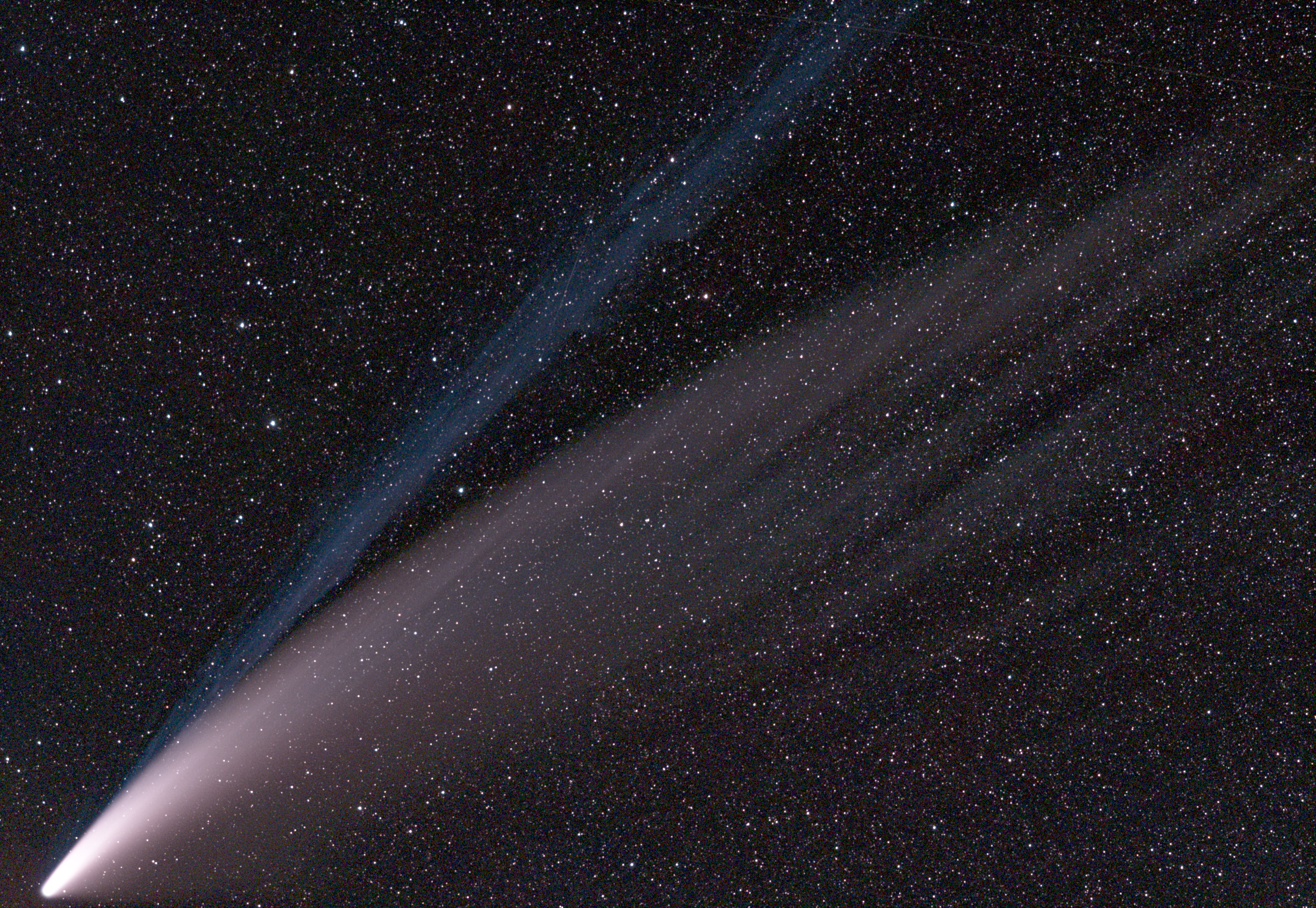
7月14日，德國普爾斯尼茨
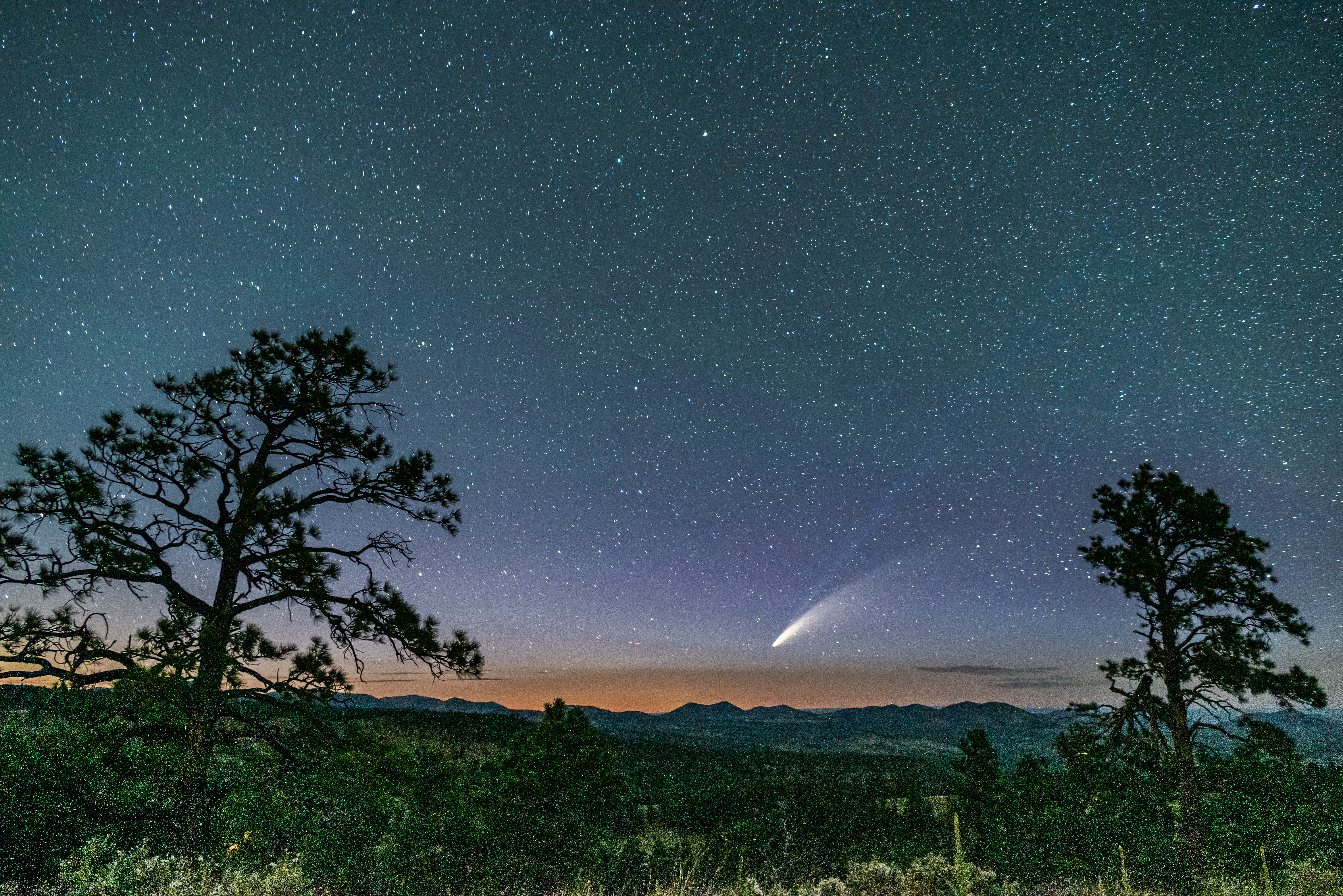
7月14日，美國亞利桑那州弗拉格斯塔夫
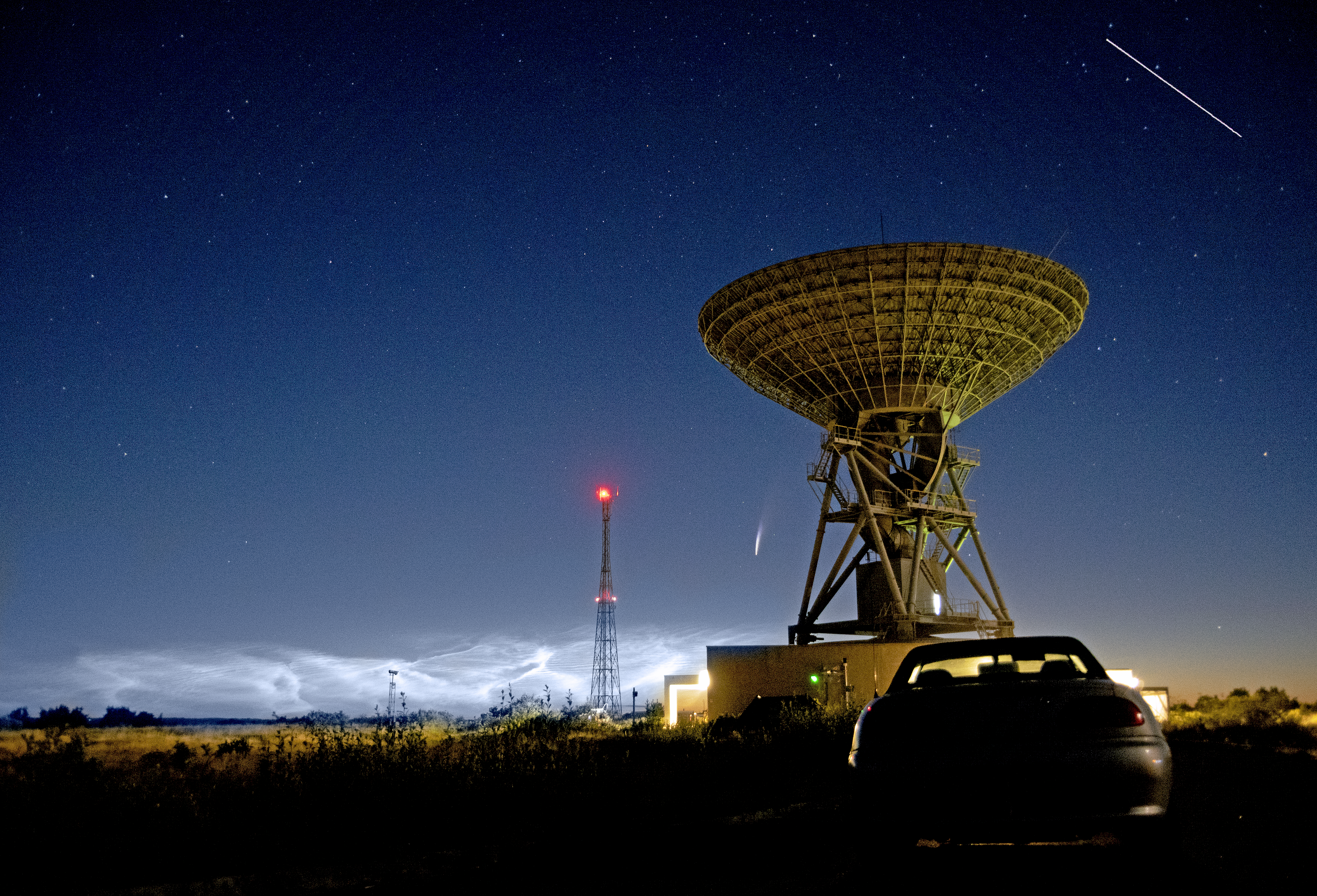
7月16日，英國康瓦爾郡古恩希利衛星地面站（英语：Goonhilly Satellite Earth Station）（照片中同時可見國際太空站與夜光雲）
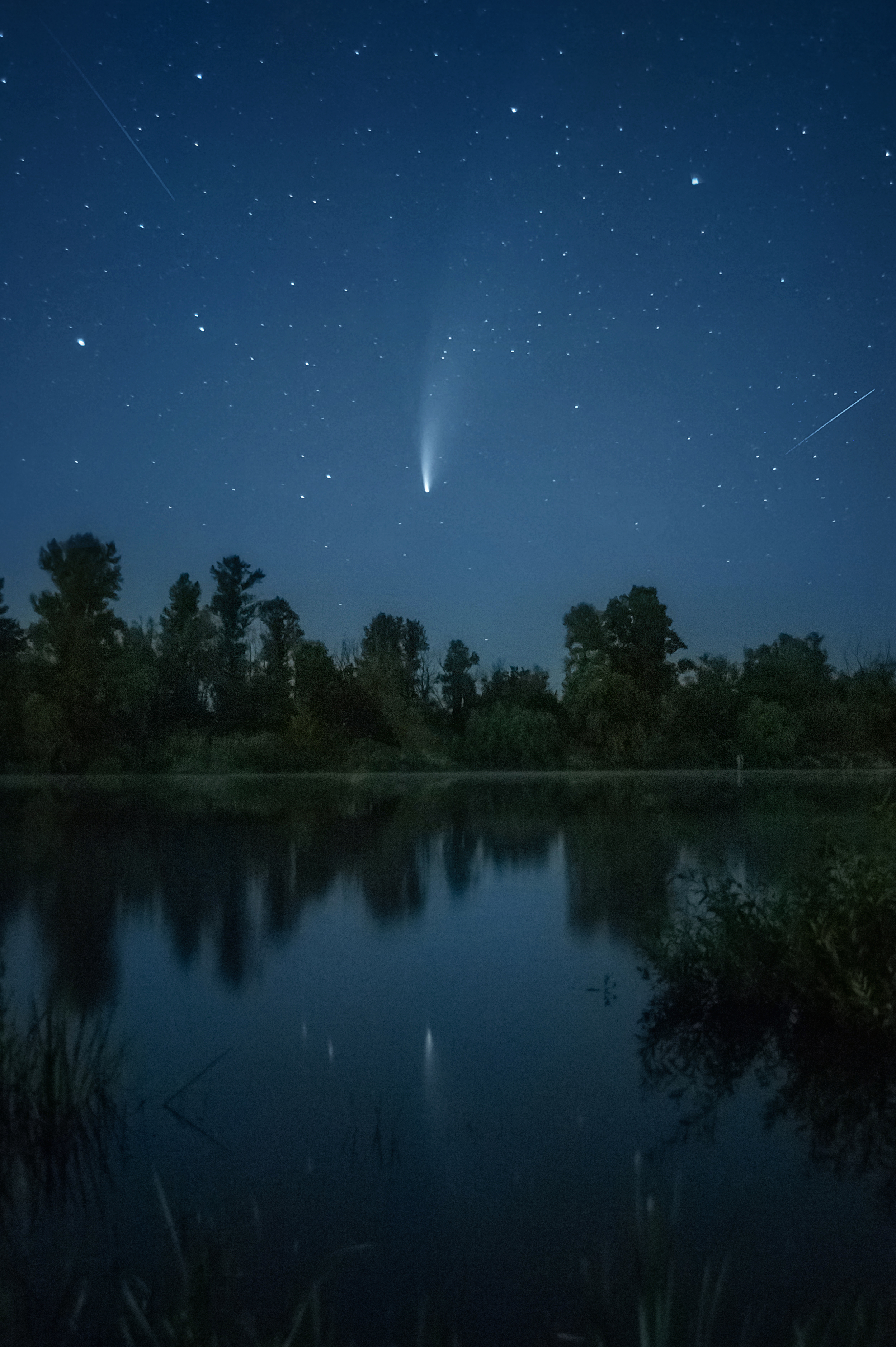
7月17日，烏克蘭基輔州
7月18日，美國維吉尼亞州仙納度國家公園
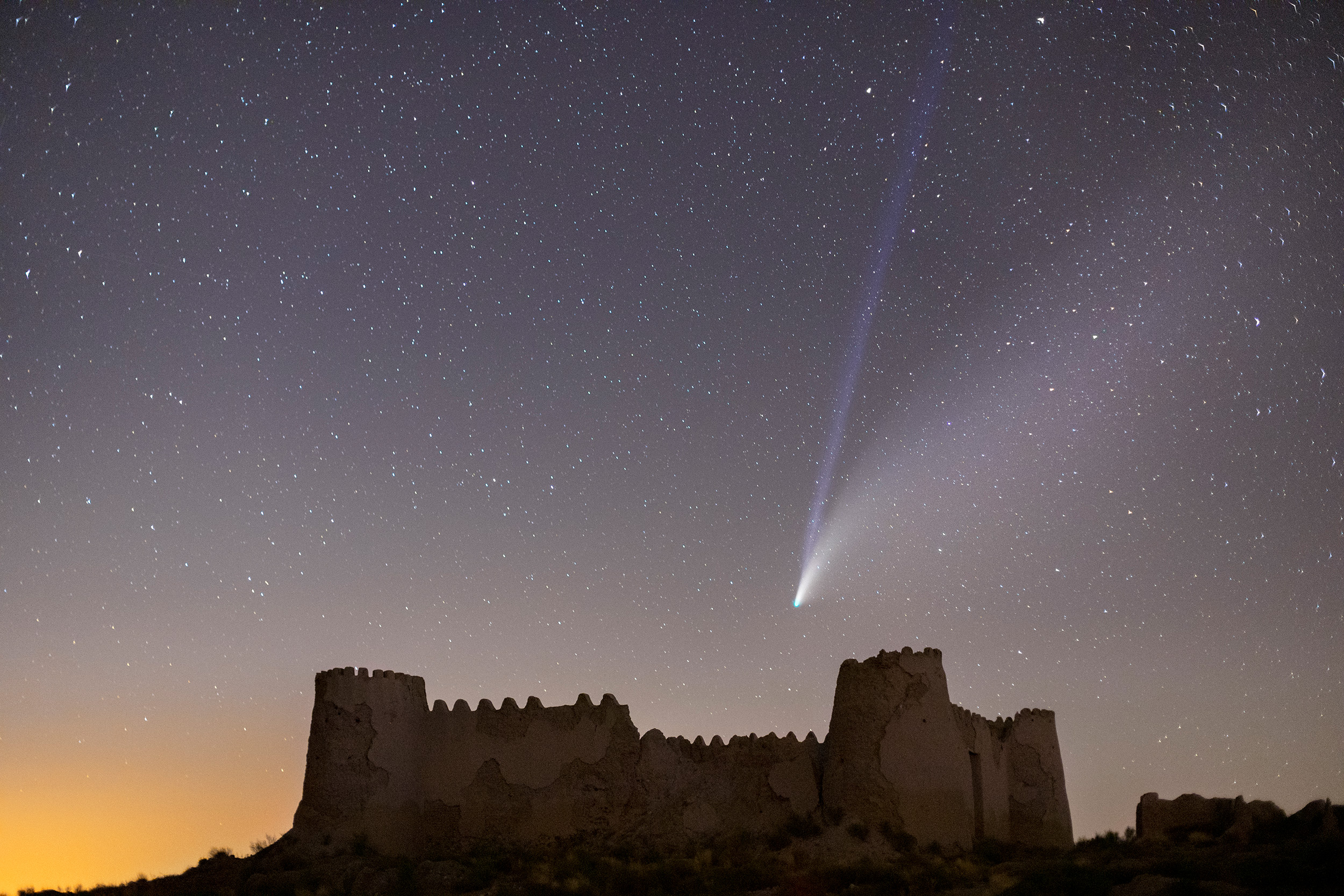
7月20日，伊朗克爾曼省甘吉阿里汗城堡（英语：Qanj Ali Khan Afshar Castle）
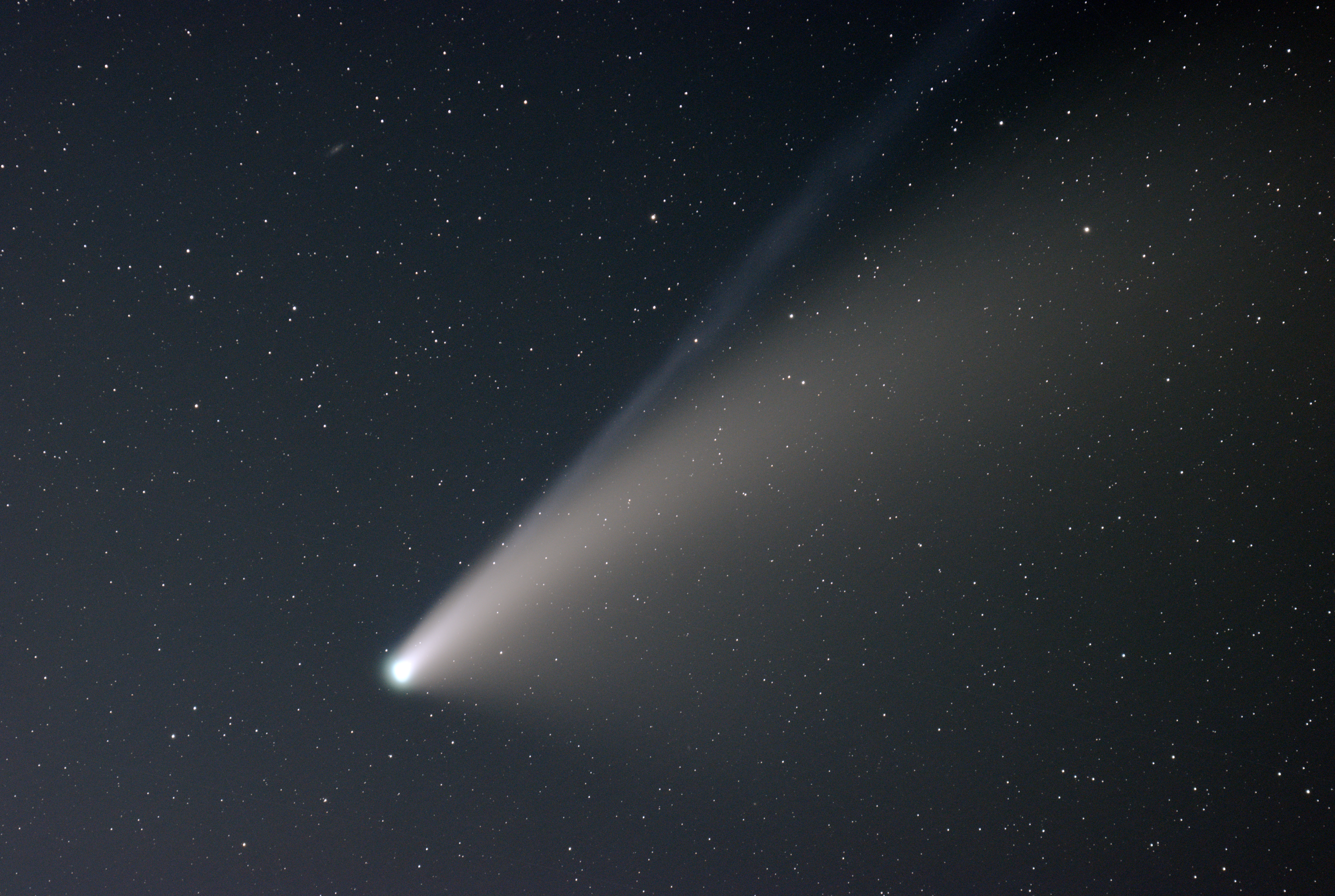
7月21日，加拿大魁北克
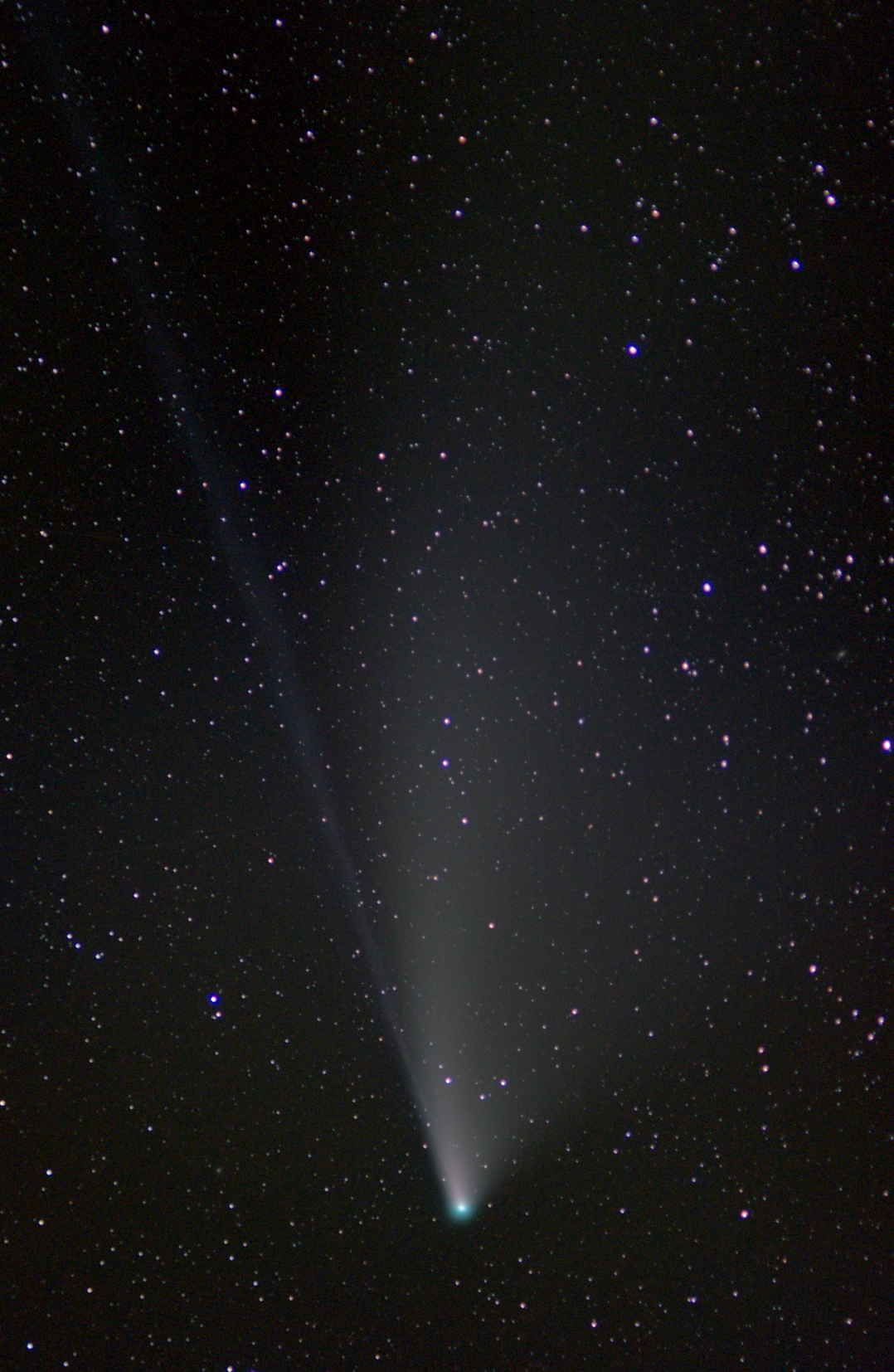
7月26日，法國卡巴里霍斯峰（法语：Pic du Cabaliros）

## 注解
1. ↑  NEOWISE、ATLAS為巡天任務名稱，SWAN則是SOHO衛星搭載的儀器。NEOWISE、ATLAS與SWAN皆已發現多顆彗星，因此名為NEOWISE、ATLAS或SWAN的彗星實際上皆不只一顆（詳見彗星的命名規則）。為避免歧義，本文所稱的NEOWISE彗星、ATLAS彗星與SWAN彗星，分別特指 C/2020 F3 (NEOWISE)、C/2019 Y4 (ATLAS) 與 C/2020 F8 (SWAN)。

## 外部連結
- Comet C/2020 F3 (NEOWISE)（页面存档备份，存于） - CometWatch
- New Comet C/2020 F3 (NEOWISE)（页面存档备份，存于） – Ernesto Guido & Adriano Valvasori
- C/2020 F3 (NEOWISE)（页面存档备份，存于） – AiM-Project-Group
- NASA JPL小天體瀏覽器上的C/2020 F3